# Aras de los Olmos
Aras de los Olmos (em castelhano e oficialmente) ou Ares dels Oms (em valenciano) é um município da Espanha na província de Valência, Comunidade Valenciana. Tem 76 km² de área e em 2021 tinha 374 habitantes (densidade: 4,9 hab./km²).
Até setembro e 2001 chamava-se Aras de Alpuente em castelhano e Ares d'Alpont em valenciano.

## Demografia
| Variação demográfica do município entre 1991 e 2004 | Variação demográfica do município entre 1991 e 2004 | Variação demográfica do município entre 1991 e 2004 | Variação demográfica do município entre 1991 e 2004 |
| --------------------------------------------------- | --------------------------------------------------- | --------------------------------------------------- | --------------------------------------------------- |
| 1991                                                | 1996                                                | 2001                                                | 2004                                                |
| 428                                                 | 420                                                 | 383                                                 | 375                                                 |